# 상리초등학교 (경남)
상리초등학교는 대한민국 경상남도 고성군 상리면 척번정리에 위치한 공립 초등학교이다. 상리면 내 유일한 1면 1교 학교로 현재 유지되고 있다.

## 학교 연혁
- 1921년 9월 1일 상리공립보통학교 개교(설립인가 4월 8일)
- 1938년 4월 1일 상리공립심상소학교 개칭[1]
- 1941년 4월 1일 상리공립국민학교 개칭[2]
- 1944년 11월 13일 척번정리 현 교사로 이전
- 1950년 5월 1일 상리국민학교로 개칭
- 1980년 4월 3일 병설유치원 인가
- 1987년 3월 1일 신촌분교장 통합
- 1996년 3월 1일 상리초등학교로 개칭[3]
- 1999년 9월 1일 상동초등학교 통합
- 2014년 7월 18일 상리어울관 개관
- 2018년 9월 1일 제32대 김재천 교장 취임
- 2020년 2월 12일 제95회 졸업식(4203명 배출)

## 학교 상징
- 교화 - 목련 : 깨끗하고 고결한 목련처럼 순결하고 정직하며 밝은 심성을 지닌 상리 어린이를 나타낸다.
- 교목 - 쾅쾅나무 : 생명력 있고 순수한 정열로 끝없는 발전과 풍요로움을 상징한다.

## 참고 자료
- 상리초등학교 - 한국교육학술정보원 학교알리미